# Lampasy

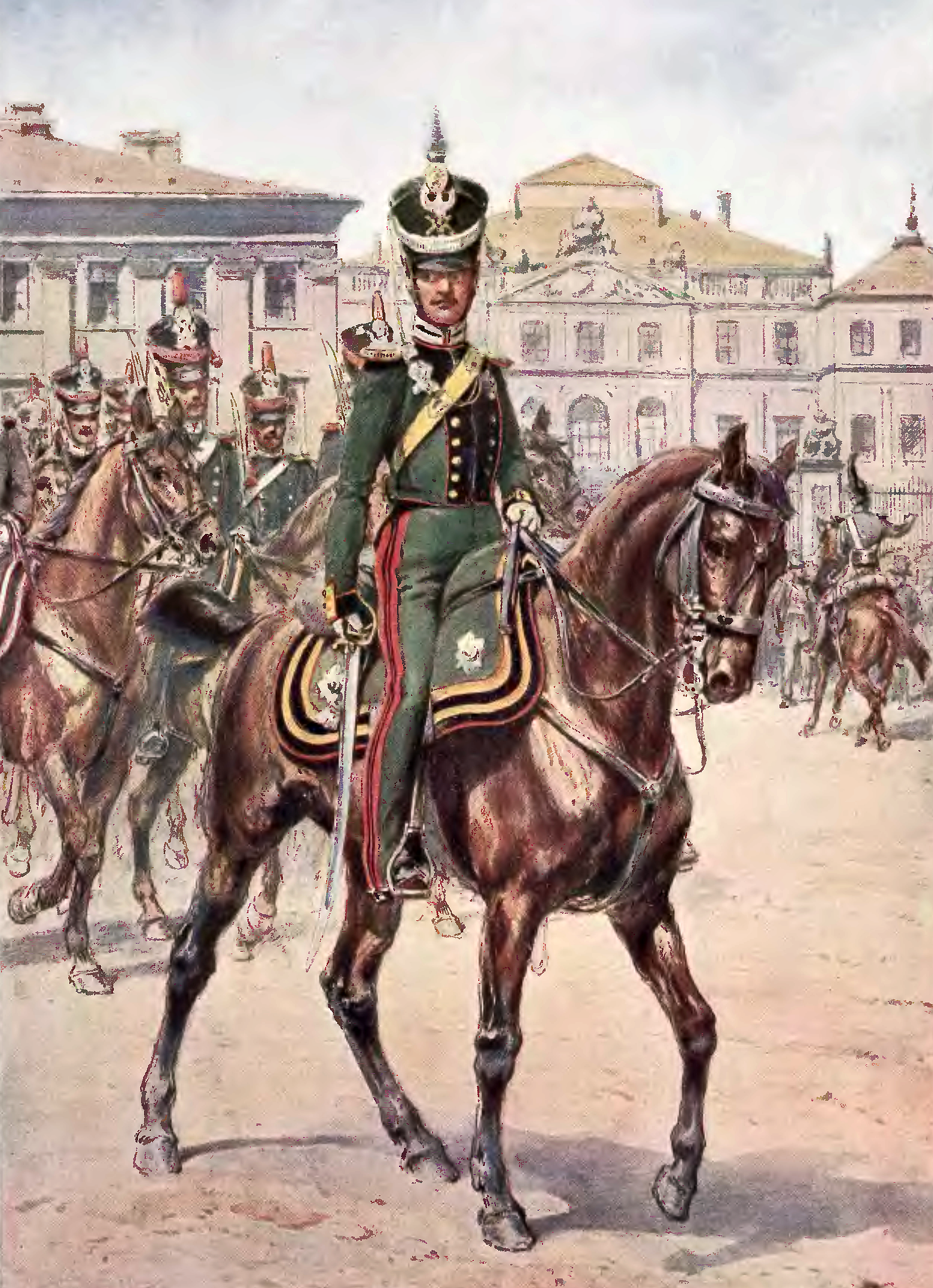
Oficer w spodniach z lampasami

Lampasy – paski sukna lub jedwabiu kolorowego naszywane po bokach zewnętrznego szwu spodni (pantalonów), głównie mundurowych, rzadziej cywilnych (np. spodnie smokingu) zwykle podwójne lub pojedyncze. 

## Lampasy w Wojsku Polskim
Lampasy Wojska Polskiego II RP:
 lampasy chabrowe posiadał: 4 p.uł., 18 p.uł.,
 lampasy wiśniowe posiadał: 5 p.uł.
 lampasy błękitne posiadał: 6 p.uł.
 lampasy różowe posiadał: 13 p.uł., 26 p.uł.
 lampasy szkarłatne posiadał: 15 p.uł., 25 p.uł.
 lampasy turkusowe posiadał: 21 p.uł.
 lampasy pomarańczowe posiadał: 23 p.uł.
 lampasy amarantowe posiadał: 1 p.uł., 3psk, 7 p.uł., 9 p.uł., 10 p.uł., 12 p.uł., 20 p.uł.
 lampasy białe posiadał: 2 p.uł., 11 p.uł., 16 p.uł., 19 p.uł., 22 p.uł., 24 p.uł.,
 lampasy żółte posiadał: 3 p.szw., 3 p.uł., 8 p.uł., 14 p. uł., 17 p.uł., 27 p.uł., 9 psk, 10 psk